# La Cambe
La Cambe är en kommun i departementet Calvados i regionen Normandie i norra Frankrike. Kommunen ligger i kantonen Isigny-sur-Mer som ligger i arrondissementet Bayeux. År 2022 hade La Cambe 552 invånare.

## Befolkningsutveckling
Antalet invånare i kommunen La Cambe
Referens: INSEE

## Galleri

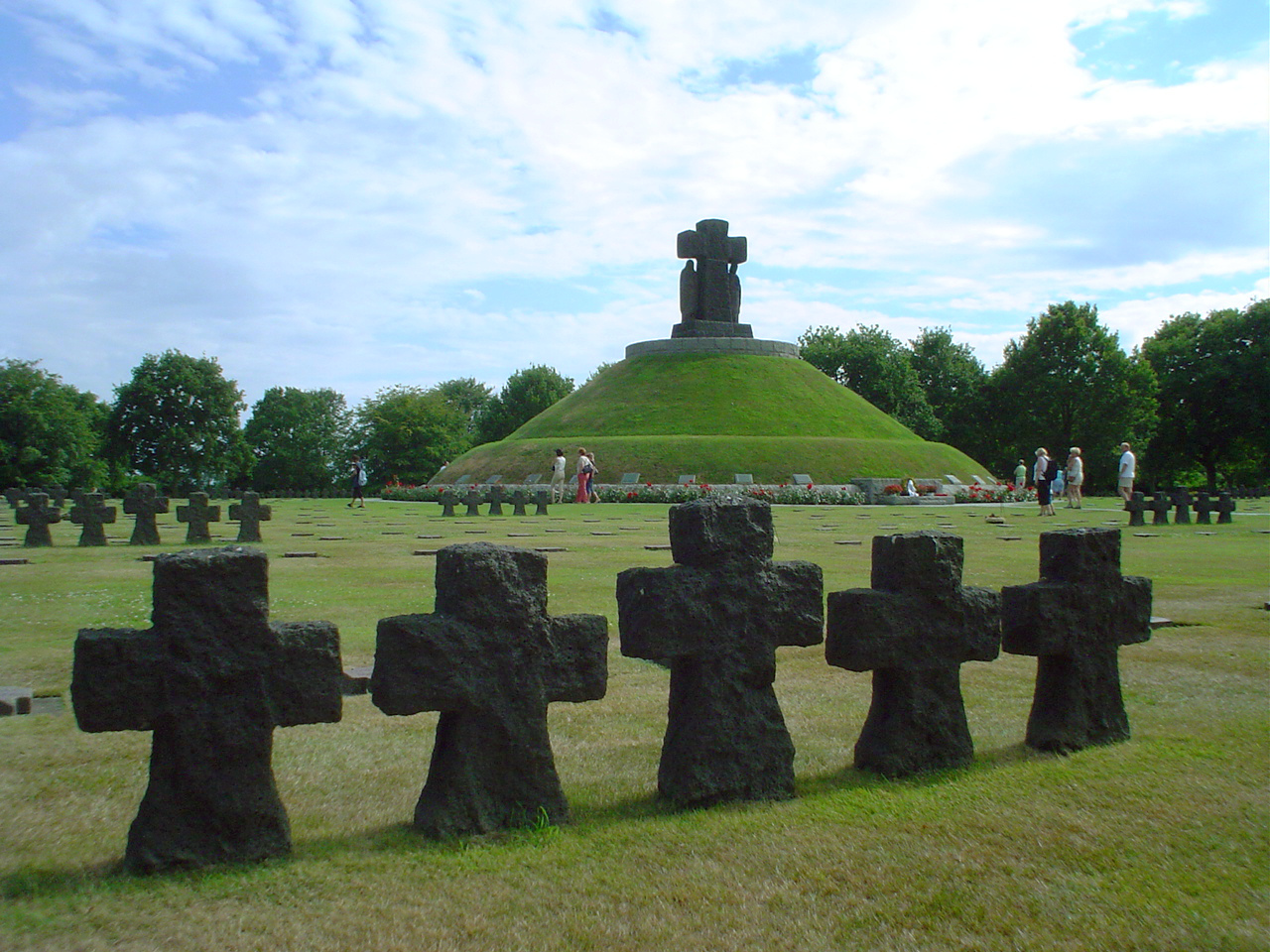